# Folklor miejski
Folklor miejski – wspólne tradycje funkcjonujące w społeczności miejskiej.

## Definicja

### Folklor
Terminu „folklor” użył po raz pierwszy brytyjski pisarz i antykwariusz William Thoms, który zaliczył do niego zwyczaje, obrzędy, obyczaje (sposób życia), zabobony, ballady, przysłowia i inne podobne zjawiska. Wynika z tego, że pojęcie „folkloru” nie obejmowało tylko literatury ustnej ludu, lecz raczej jego wiedzę, co widoczne jest w etymologii słowa: wyraz złożony „folk-lore” oznacza „wiedzę ludu”. Według etnolog Violetty Krawczyk-Wasilewskiej Thoms używając pojęcia „folk” („lud”) odnosił je nie do konkretnej warstwy społecznej, tylko do zwykłych ludzi („common people”). Dopiero rówieśnicy i następcy Thomsa zaczęli utożsamiać „folk” z warstwą chłopską, w ten sposób do początków XX wieku folklor dotyczył przede wszystkim kultury duchowej chłopstwa europejskiego. Taka definicja odpowiadała dziewiętnastowiecznym trendom intelektualnym, artystycznym i ideowym (romantyzmowi, pozytywizmowi, kształtowaniu się nowoczesnych narodów), gdzie gloryfikowano „prostego człowieka z ludu” oraz szukano wśród mieszkańców wsi autentycznej prostoty. Również i dzisiaj pojęcie „folkloru” łączone jest najczęściej ze środowiskiem wiejskim. Słownik etnologiczny definiuje folklor jako „odrębną i samodzielną część kultury symbolicznej”, która funkcjonuje powszechnie i prawie bezrefleksyjnie w konkretnych środowiskach (zawodowym, wiejskim, miejskim itp.), grupach społecznych, czy całych społeczeństwach.

### Folklor miejski
Według muzykologa Jana Stęszewskiego folklor jest to „zasób tradycyjnej (zachowanej w społecznej pamięci i przekazywanej drogą ustną) kultury duchowej i jeszcze ściślej – artystycznej, należącej do określonej warstwy, który funkcjonuje w danej grupie lokalnej, lub w sposób uogólniony”. „Określona warstwa” sugeruje, iż folklor dotyczy nie tylko środowiska wiejskiego, ale każdej innej grupy lokalnej, w której funkcjonuje, a zatem może dotyczyć mieszkańców miasta, czy kultury hiphopowej. Amerykański folklorysta Alan Dundes pojęcie „folk” odniósł do „każdej grupy ludzkiej, którą łączy co najmniej jeden wspólny czynnik”. Czynnik ten może ograniczać lub izolować grupę, np. wspólne zajęcie, religia, język. Niezależnie od przyczyn powstania grupy, istotne jest, iż grupa ta posiada własną tradycję, która daje poczucie tożsamości. W ten sposób osobne grupy mogą tworzyć obywatele państwa (folklor narodowy), studenci (folklor studencki), mieszkańcy wsi (folklor wiejski), czy mieszkańcy miasta (folklor miejski).
Węgierski Leksykon Etnograficzny (Magyar Néprajzi Lexikon) dostarcza ujęcia historycznego: „folklor miejski – folklor, który powstał w przeszłości historycznej mieszkańców miasta. (…) określenie zbiorcze na niedające się od siebie odróżnić zjawiska. Można wymienić tutaj folklor starożytnych społeczeństw mieszkających w metropoliach (…) oraz ich wspólnotową świadomość społeczną. Folklorem można nazwać kulturę mieszkających w średniowiecznych miastach kupców, studentów i rzemieślników cechowych. Pojawiający się wraz z rozkwitem kapitalizmu folklor robotniczy można zaliczyć równocześnie do folkloru miejskiego. Wśród inteligencji i mieszczaństwa można odnaleźć niektóre lokalne elementy kulturowe, które w pewnym stopniu można nazwać folklorem”.

## Przykłady
Według słownika etnologicznego „treści folkloru są wyrażane zwłaszcza w formie słownej z jej walorami (ekspresja, impresja, intensywność, dobitność, barwa i tempo głosu) oraz cechami gestycznoteatralnymi (mimika, gestykulacja, określone zachowanie się nadawcy przekazu), a także w innych formach, jak muzycznej, choreograficznej, obrzędowej, wierzeniowej – formach często łączonych o wyrazie także ludycznym”. Tak jak na wsi możemy wyróżnić wiejskich muzykantów, opowiadane z pokolenia na pokolenie baśnie, czy plastykę ludową, podobnie w mieście możemy wyróżnić kapele podwórkowe, legendy miejskie, czy graffiti. We wszystkich wymienionych tekstach folkloru znajduje się sposób pojmowania świata oraz stosunek do tego świata. Za ich pomocą są przekazywane pewne treści, a o istnieniu folkloru można mówić tylko wówczas, gdy jego treści są przekazywane.

### Muzyka uliczna i podwórkowa

#### Korzenie
Korzenie kapel ulicznych i podwórkowych sięgają do polskich tradycji muzykowania we Lwowie, gdzie każda ulica miała swoją kapelę. Muzykowali najczęściej bezrobotni, zarabiający na siebie i swoje rodziny muzyką, za którą wrzucano pieniądze do kapelusza. W różnych miastach różnie nazywano członków kapel: we Lwowie można było spotkać batiarów, w Warszawie cwaniaków, w Krakowie, czy Łodzi andrusów. Wyróżniały ich kolorowe, często za krótkie spodnie i marynarki. Charakterystycznym elementem była czapka z daszkiem w kratkę (oprychówka), oraz apaszka. Do typowych instrumentów należy zaliczyć cyję (akordeon), pateleńkę (banjo mandolinowe), bradurę (gitarę), łupy (skrzypce), patyk (klarnet), basidło (kontrabas) oraz instrumenty perkusyjne. W repertuarze kapel ulicznych znajdują się zazwyczaj wesołe opowieści o ciekawych postaciach: piaskarzach, gołębiarzach, dorożkarzach, „szemranym towarzystwie”, czy bohaterach ulic i przedmieść. Do najbardziej znanych należą między innymi „Ballada o Czarnej Mańce” z warszawskiego Czerniakowa, o kelnerze z restauracji „Pod zdechłym kotem”, o Franku Sztachecie, „O jednej Wiśniewskiej”. Ponadto spotkać można było przeboje estradowe, kabaretowe, czy operetkowe.

#### II wojna światowa
Kapele uliczne i podwórkowe przestały funkcjonować po II wojnie światowej. Powszechnie panująca bieda sprawiła, że przestano wspierać muzykujących na ulicach bezrobotnych. Rozwojowi twórczości artystycznej nie sprzyjały również plany odbudowy gospodarki. Zniszczone zostały instrumenty muzyczne, oraz Warszawa, która była jednym z najbardziej muzykujących miast.

#### Renesans
W czasach względnej stabilizacji ekonomicznej coraz większa stała się świadomość o braku rozrywek, powoli zaczęto sięgać na powrót do śpiewu, muzyki, tańca. Ostatnie lata to odradzanie się ulicznego muzykowania, co można łączyć również ze wstąpieniem Polski do Unii Europejskiej, gdzie rodzi się coraz większa chęć podkreślania odrębności kulturowej polskiego narodu. Najwięcej kapel działa obecnie w Warszawie, Łodzi i Przemyślu, ale można się z nimi spotkać również w mniejszych miastach, takich jak Złotów, czy Piaski. Współczesne kapele poza tym, że czerpią z repertuaru przedwojennego, tworzą również własne, dowcipne piosenki, których teksty są ironicznym komentarzem codziennych wydarzeń. Można również znaleźć przykłady muzyki biesiadnej.

#### Współczesne kapele
Do najbardziej znanych kapel należą warszawska Kapela Czerniakowska czy Orkiestra z Ulicy Chmielnej, obok tego funkcjonuje jeszcze wiele innych, docenianych lokalnie i zagranicą. W Wilnie działa Kapela Wileńska, która wzory czerpała od kapel warszawskich i lwowskich. Członkowie Kapeli Wileńskiej byli zafascynowani polską piosenką oraz odczuwali potrzebę stworzenia folkloru wileńskiego, który istniał jedynie we fragmentarycznej postaci i częściowo był oparty na osiągnięciach innych regionów. Folklor miejski, podobnie jak muzyka ludowa łączy Polaków mieszkających za granicą z ojczyzną. Piosenki o starym Lwowie śpiewają również pochodzący z należących niegdyś do Polski terenów Polacy. Jest to jeden z najczęściej wymienianych powodów uczestnictwa w festiwalach kapel podwórkowych.

#### Festiwale
Wśród ważnych festiwali należy wymienić Ogólnopolski Festiwal Kapel Ulicznych i Podwórkowych w Łęcznej w województwie lubelskim, który w 2013 roku odbył się po raz szesnasty. Koncerty plenerowe są grane na ulicach Łęcznej, nawiązują w ten sposób do tradycji muzykowania ulicznego. Na organizowany przez Muzeum Etnograficzne w Toruniu Festiwal Folkloru Miejskiego przyjeżdżają najbardziej znani wykonawcy, jak Stasiek Wielanek, czy kontynuujący tradycję Wesołej Lwowskiej Fali „Wesoły Lwów”. „Polsko-czeski turniej kapel Podwórkowe muzykowanie” przyciąga najważniejsze polskie i czeskie amatorskie kapele podwórkowe. Uczestnicy starają się zachować jak najwięcej elementów typowych dla kapel przedwojennych, ubierają się w kolorowe i kraciaste stroje, czapki, apaszki, grają na starych instrumentach. Podobnie grupy czeskie prezentują się w swoich tradycyjnych strojach. Z warszawskich wydarzeń wymienić można takie wydarzenia jak organizowany przez Warszawski Dom Tańca cykl spotkań „Rzuć, bracie, blagę i chodź na Pragę”. Na spotkaniach tych starano się przybliżyć muzykę kapel podwórkowych oraz atmosferę towarzyszącą ich występom. Można było usłyszeć melodie podwórkowe oraz taneczne przeboje lat 20. i 30. XX wieku oraz zatańczyć tango, walca lub fokstrota. Początkujący mogli wziąć udział w warsztatach tanecznych. Organizatorzy pokazali klimat zabaw przedwojennej Warszawy.

### Legenda miejska
Legendy miejskie często zwane są legendami współczesnymi, mitami współczesnymi, plotkami. Są to aktualne, powstające spontanicznie komunikaty, krótkie opowieści o zdarzeniach wyjątkowych, które wzbudzają emocje i zmuszając do szybkiej reakcji. Nie są to fakty sprawdzone i zweryfikowane, mimo że narrator opowieści powołuje się na autorytet bliskich osób („słyszałem to od kolegi”). Wątek legendowy pojawia się nagle, staje się popularny i wiarygodny w bardzo krótkim czasie, czemu sprzyjają media i Internet.

#### Historia
Istnieją liczne dowody na to, że legenda miejska znana była w wiekach przeszłych. Niemniej ludoznawcy w XIX i długo w XX wieku nie zwracali na nią uwagi, ponieważ nie mieściła się w przyjętych przez nich kryteriach literatury oralnej. W Polsce pierwsze zapisy legend miejskich pochodzą z lat sześćdziesiątych i siedemdziesiątych XX wieku. Nie były one jednak postrzegane jako nowy gatunek, tylko jako opowieści biograficzne lub ich odmiany. Dopiero w latach osiemdziesiątych polscy folkloryści przejęli amerykańską koncepcję urban legends. Wśród kilkuset wątków legend miejskich, można wyróżnić wątki „tradycyjne”, „wieczne”, które dysponują wielowiekową przeszłością. Występowały kiedyś w postaci ballad (np. pieśni balladowe śpiewane przez dziadów odpustowych), podań, czy innych jeszcze formach piśmiennych.

#### Dyskusje wokół pojęcia
W potocznym rozumieniu pojęcie „legenda miejska” rozszerza swe znaczenie na pogłoski, błędne przekonania, dziwne wierzenia, anegdoty itd. Nazywanie ich legendami miejskimi – jako przekład z angielskiego „urban legends” – budzi wątpliwości terminologiczne wśród użytkowników języka polskiego. W tradycyjnej folklorystyce polskiej termin „legenda” dotyczył przede wszystkim popularnych utworów o charakterze religijnym i mirakularnym (legenda hagiograficzna, legenda apokryficzna, legendy jako podania związane z pewnymi miejscowościami). Z tych względów folklorystyka polska odrzuca proste spolszczenie angielskiego terminu. Na Zachodzie „urban legend” ma szersze znaczenie i zakres tematyczny, obejmuje bowiem także utwory fantastyczne o tematyce świeckiej, jak np. legendy arturiańskie. Mimo nieścisłości terminologicznych pojęcie „legenda miejska” jest najbardziej popularne i stosowane jest wymiennie z angielskim odpowiednikiem oraz innymi, mniej znanymi polskimi propozycjami nazewniczymi.

#### Podział
Ze względu na tematykę legendy miejskie możemy podzielić na medyczne (dotyczące zdrowia), seksualne (dotyczące erotyki), merkantylne (dotyczące rynku), polityczne, religijne, rodzinne (związane z rodziną), patologiczne (dotyczące marginesów społecznych) oraz wiążące się z kuriozami i innymi dziwnymi przypadkami o charakterze sensacyjnym (np. odwiedziny kosmitów).

#### Funkcje
Legendy miejskie „mogą (…) zaspokajać ciekawość (białe plamy, kurioza), wzmagać napięcie, budzić lęk, ostrzegać przed niebezpieczeństwem (zboczeńcy, porwania dzieci, kobiet), przerażać (makabra), rozładowywać stres, śmieszyć (wybuchający sedes).

#### Legenda miejska jako folklor miejski
Legendy miejskie można traktować jako element folkloru, gdyż cechuje je anonimowość (nie znamy ich autorów), wariantywność, cieszą się popularnością, dotyczą większej wspólnoty i są przekazywane drogą ustną. W przeciwieństwie do opowiadanych w dowolnej sprzyjającej sytuacji, przez okres setek czy tysięcy lat archaicznego mitu, bajek, dawnej legendy, podania, czy opowieści biograficznej, legendy miejskie funkcjonują tylko w określonych, bardzo krótkich okresach.

### Graffiti

#### Historia
Początki graffiti sięgają starożytności. Termin ten pierwotnie odnosił się do napisów i rysunków antycznych i wczesnochrześcijańskich, które wydrapywano na naczyniach, kamieniach, murach budynków. Etymologia słowa pochodzi od włoskich „graffiare” – „drapać, skrobać”, „graffio” – „zadrapanie, zadraśnięcie”, „sgraffito” – technika dekoracyjnego malarstwa ściennego, polegająca na wydrapywaniu w kolejnych warstwach mokrego barwionego tynku. Pierwsze przejawy graffiti pojawiły się w Stanach Zjednoczonych na przełomie lat 60. i 70. XX wieku, kiedy pojawiły się wodoodporne flamastry typu marker. Młodzież pozostawiała niezmywalne podpisy na ścianach budynków w swoim bliższym i dalszym otoczeniu oraz na przedmiotach i obiektach codziennego użytku, takich jak kosze na śmieci, budki telefoniczne czy skrzynki pocztowe. Stopniowo podpisy przybierały przeróżne formy. Duża popularność graffiti sprawiła, że zaczęło brakować na nie miejsca. Zaczęto wykorzystywać przestrzenie na środkach transportu miejskiego. Brutalne traktowanie grafficiarzy przez ochroniarzy w nowojorskim metrze sprawiło, że powstało pierwsze graffiti na świeżym powietrzu, na murze otaczającym najbliższą okolicę autora. Wkrótce graffiti stało się popularne w całej Ameryce, a także w Europie.

#### Napisy na murach jako folklor miejski
Napisy na murach pozostają w bliskim związku z człowiekiem, głównie są reakcją na stosunki zachodzące między ludźmi. Dostarczają wiedzy o otaczającym świecie i panujących w nim nastrojach. Są „wiedzą ludu” („folk-lore”), gdyż tworzy je się z potrzeby chwili, komentują bieżące wydarzenia, są „żywym głosem teraźniejszości”. Ważnym wyznacznikiem folkloru jest anonimowość, co cechuje również rysunki i napisy na murach. Z drugiej strony docierają one do szerokiego kręgu odbiorców, gdyż można je spotkać w takich publicznych miejscach, jak dworce, podziemne przejścia, toalety miejskie, ściany osiedlowych bloków, środki komunikacji miejskiej. Ich charakterystyczną cechą jest zmienność, żywość reakcji na otaczający świat. W przeciwieństwie do odtwarzania i odbierania treści folkloru wiejskiego, społeczeństwo miejskie nie ma wpływu na treść napisów na murze, brakuje zatem „odpowiedzialności” za sposób przekazania treści. Niemniej zauważalna jest charakterystyczna dla folkloru wariantywność, gdzie mamy do czynienia z przetwarzaniem słowa, czego przykładem są następujące napisy: „Polska dla Polaków”, „ Polska dla robaków”, „Polska dla Polaków/ziemia dla ziemniaków”, „Polska dla zwykłych ludzi”, „Polska dla pijaków”. Teksty na murach podobne są do gestów kultury ludowej, które mają ośmieszać, a jednocześnie wpływać na zmianę rzeczywistości. Podkreślają również poczucie jedności z grupą. Są zatem zabiegiem magicznym dającym poczucie należenia do grupy oraz umożliwiającym „tworzenie świata”. Typową cechą każdego folkloru jest jego powszechna obecność. Dodatkowo, napis jest trwalszy niż słowo przekazywane werbalnie. Marta Trębaczewska zwraca uwagę, iż graffiti jest szczególnie związane z kulturą hiphopową, dla których użytkowników jest ono sposobem autoekspresji. Cechuje je krótkotrwałość  –  jeżeli graffiti nie zostanie sfotografowane, znika zaraz po zamalowaniu lub zmyciu. Nie można go odtworzyć, gdyż każde następne wykonanie różni się od poprzednich. Podobnie rzecz ma się z baśniami przekazywanymi z ust do ust: kolejni opowiadający nadają im indywidualny charakter.